# Fanny Brawne
Frances Brawne Lindon, conhecida como Fanny Brawne (West End, Hampstead, Inglaterra, 9 de agosto de 1800 – 4 de dezembro de 1865), foi uma inglesa que viveu no século XIX e é conhecida por causa do seu romance com o poeta romântico John Keats, um fato desconhecido até 1878, ano em que as cartas que Keats lhe tinha enviado foram publicadas. O seu noivado com o poeta, que durou desde Dezembro de 1818 até à morte dele em fevereiro de 1821, aconteceu durante o período mais produtivo em termos poéticos de Keats.

## Vida

### Primeiros Anos
Frances (conhecida por Fanny) Brawe nasceu no dia 9 de Agosto de 1800, filha de Samuel e Frances, na quinta dos Brawnes, perto da aldeia de West End em Hampstead, na Inglaterra. Era a mais velha de três irmãos que sobreviveram à infância. O seu irmão Samuel nasceu em Julho de 1804 e a irmã Margaret nasceu em Abril de 1809. Outros dois irmãos, chamados John e Jane, morreram ainda muito novos. Em 1810, a sua família já vivia em Kentish Town e, a 11 de Abril desse ano, o pai dela morreu de convulsão aos trinta e cinco anos de idade. Depois da morte do marido, a mãe de Frances mudou-se com a família para Hampstead Heath.
Foi em 1818 que os Brawnes se mudaram para Wentworth Place ("um bloco de duas casas estocadas a branco e semi-separadas, construídas três anos antes por Charles Armitage Brown e Charles Wentworth Dilke") durante o verão, ocupando metade da propriedade de Brown. Fanny foi apresentada a uma sociedade que era "variada e atraente; jovens oficiais das Guerras Peninsulares, talvez de Waterloo (...) emigrantes franceses e espanhóis exóticos (...) desde as suas casas à volta de Oriel House em Church Row e a capela em Holly Place." Pouco depois de começarem a viver em Wentworth Place, os Brawnes ficaram amigos dos Dilkes.

### Relação com Keats

John Keats por William Hilton.

Aos dezoito anos, Fanny Brawne "era pequena, os olhos eram azuis e saltavam à vista por causa das fitas azuis que ela usava no seu cabelo castanho; a sua boa mostrava determinação e sentido de humor e o seu sorriso era encantador. Não era bonita de uma forma convencional: o nariz dela era ligeiramente aquilino demais, o seu rosto era demasiado pálido e magro (alguns diziam que era amarelado). Mas sabia a importância da elegância; chapéus de veludo e gorros de musselina, chapéus crêpe com penas de argo, chapéus de palha decorados com uvas e fitas tartã: Fanny reparava em todos à medida que saiam de Paris. Conseguia responder em qualquer momento a perguntas sobre sobre trajes históricos (...) Fanny gostava de música. (...) Era uma política entusiasmada, ardente nas suas discussões; era uma leitora ávida (...) De facto, os livros eram o assunto de que gostava mais de falar".
Foi através dos Dilkes que Fanny Brawne conheceu John Keats em Novembro de 1818 em Wentworth Place, onde Keats já vivia há algum tempo com Charles Brown na casa conjunta à dos Dilkes. O seu primeiro encontro foi cordial e esperado (os Dilkes gostavam muito de Keats e falavam frequentemente dele aos Brawnes). Fanny gostou da sua companhia, recordando que "a sua conversa é extremamente interessante e a sua disposição boa, excepto em momentos em que a sua ansiedade por causa da saúde do irmão a afetava". A 1 de Dezembro de 1818, o irmão mais novo de Keats, Tom, morreu de convulsão aos dezanove anos de idade. A mágoa de Keats foi profunda, já que "alguns anos antes, Keats tinha escrito que o amor que sentia pelo irmão foi 'um sentimento que se podia comparar ao amor das mulheres' (...) Fanny mostrou-lhe o quanto o compreendia. Ofereceu-lhe todo o seu apoio e afastou os seus pensamentos do passado e da introspeção; encorajou o seu amor pela vida através do óbvio interesse que sentia por ele e com a sua vivacidade. Admiravelmente, pouco depois, a felicidade dele voltou."
Numa carta datada de 16 de Dezembro de 1818 e dirigida ao seu irmão George, que vivia na América, Keats faz referência a Fanny em duas ocasiões distintas. A primeira foi: "Mrs. Brawn, que esteve na casa do Brown durante o verão, ainda vive em Hampstead. É uma mulher muito simpática e a sua filha mais velha é bonita, elegante, graciosa, tonta, em voga e estranha. Temos uns arrufos aqui e ali e ela comparta-se um pouco melhor, ou teria de me afastar"; e a segunda: "Queres que te descreva Miss Brawn[e]? Tem quase a minha altura, tem um tipo de rosto muito bonito, longo, quer sentimento em tudo, consegue arranjar bem o cabelo, as narinas são bonitas, apesar de parecem um pouco dolorosas, a boca dela é boa e má, o perfil é melhor do que o rosto visto de frente que é pálido e magro sem mostrar o gorro. A sua forma é muito graciosa, assim como os seus movimentos. Os seus braços são bons, as mãos não são muito bonitas, os pés são toleráveis. Já não tem dezassete anos, mas é monstruosamente ignorante no comportamento, voando para todos os lados, a chamar nomes menos próprios às pessoas que ultimamente me vi forçado a utilizar o termo 'lambisgoia' com ela. Não penso isto por causa de algum defeito natural, mas sim por causa da inclinação que tem por se comportar com estilo. Contudo estou cansado de tal estilo e vou recusar mais ofertas dele."
Não demorou muito para Keats se apaixonar completamente por Fanny. "Tinha transfigurado Fanny na sua imaginação, a sua paixão fez dela a beldade que, do seu ponto de vista, era a verdadeira; e então ela tinha-se tornado (...) a realização de Endimião, o verdadeiro símbolo da beleza, a reconciliação entre a vida real e a sua busca poética." A 18 de Outubro de 1819, Keats pediu Fanny em casamento e ela aceitou. Apesar de ter sido um acontecimento significante nas suas vidas, fizeram os possíveis para o manter em segredo. A mãe de Fanny não iria aceitar muito bem o noivado: Keats tinha desistido de uma carreira na medicina para se dedicar à poesia, o que, nesta altura da sua vida, não parecia ter grande futuro. A família dele tinha sido afetada por várias doenças e ele não tinha forma de se sustentar financeiramente. A mãe dela não impediu diretamente o casamento, mas adiou o seu consentimento legal até que a estabilidade financeira do casal conseguisse competir com o seu laço afetivo.

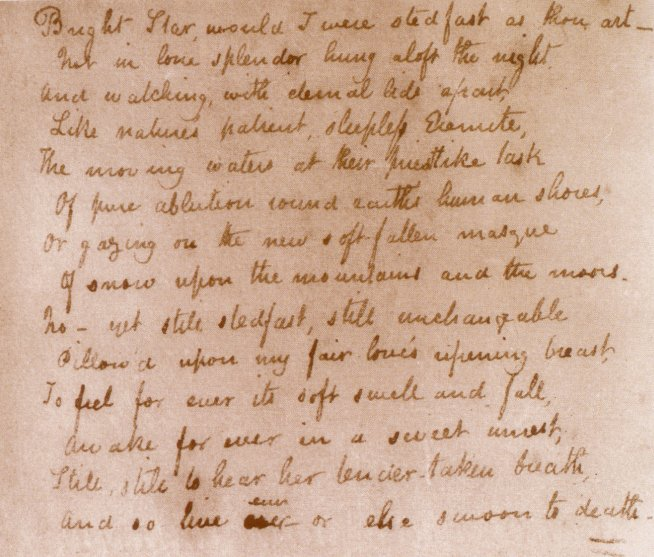
Texto de "Bright Star", escrito por John Keats num livro de Shakespeare.

Em Fevereiro, Keats estava em Wentworth Place, onde Fanny o visitava com frequência e por vezes se encontrava com os amigos dele, um dos quais era Joseph Severn. Contudo, "como Keats não podia dançar e a saúde não lhe permitia levar Fanny a sair, ela ia a festas de braço dado com oficiais do exército. Através dos Dilkes e do grande circulo de amizades da sua mãe, recebia muitos convites," o que causava grande inquietação a Keats. A presença constante dela, apesar de lhe agradar, distraia-o da poesia e, apesar de em Maio ter tido o que é considerado um dos períodos mais produtivos da sua vida, em Junho decidiu ir para a Ilha de Wight. Nos meses que se seguiram, Fanny e Keats trocaram uma correspondência emocional, inquieta e um quanto ciumenta. Ele escrevia sobre o amor e a morte e, entre as cartas, escrevia e revia poemas. Regressou a Wentworth Place em 1819, doente física e emocionalmente.
No início de fevereiro de 1820 Keats foi para Londres e "regressou tarde, com frio e com febre. Cambaleava tanto que Brown pensou que estivesse bêbado. Quando subia para cama, tossiu ligeiramente e, ao ver uma gota de sangue nos lençóis, disse a Brown: 'Conheço a cor daquele sangue, é sangue arterial (...) aquela gota de sangue é a minha sentença de morte.' Mais tarde, nessa noite, teve uma grande hemorragia pulmonar que quase o sufocou. A única coisa na qual conseguia pensar era em Fanny." Fanny raramente visitou Keats em pessoa no mês que se seguiu, temendo que a sua frágil saúde cede-se, mas de vez em quando passava pela janela dele depois de ir dar passeios a pé e os dois escreviam pequenos bilhetes um ao outro com frequência.
Em maio de 1820 Keats decidiu partir para Kentish Town e, nos meses que se seguiram, os dois continuaram a sua correspondência emocional. Os médicos tinham aconselhado vivamente Keats a mudar-se para a Itália para conseguir recuperar, já que outro inverno inglês poderia ser-lhe fatal. Regressou pela última vez a Wentworth Place a 10 de Agosto de 1820.
Até à iminência da sua partida para Itália (que estava marcada para daí a um mês), levou a mãe de Fanny a dar o seu consentimento para o casamento. Contudo, prometeu que "quando Keats regressasse, devia casar-se com Fanny e viver com a família." A 11 de setembro de 1820 Fanny escreveu a despedida de Keats à irmã dele que também se chamava Frances e "com o seu [Fanny] consentimento, destruiu todas as cartas que ela lhe tinha mandado." Antes de partir, os dois trocaram presentes: "talvez ao partir, ele lhe tenha oferecido uma cópia de 'The Cenci' e a sua preciosa cópia do fólio de Shakespeare no qual tinha escrito os seus comentários e o soneto sobre King Lear. Deu-lhe um candeeiro a óleo e um retrato seu em miniatura, pintado por Severn (...) Fanny deu-lhe um livro de bolsa novo, uma faca para abrir cartas e um caracol do seu cabelo, cortando-lhe também um a ele. Forrou a capa de viagem dele com seda, guardando algum do tecido para recordação. Também lhe deu uma última recordação: uma cornalina oval e branca." Stanley Plumly escreveu que esta despedida, que aconteceu no dia 13 de Setembro de 1820, foi "muito problemática (...) o equivalente, na mente de Keats, a deixar a vida e entrar naquilo que ele chamava agora com toda a honestidade, da sua existência póstuma."
A 1 de dezembro de 1820 Brown recebeu uma carta de Keats que leu a todos os Brawnes: "passando partes à frente e acrescentando outras que não existiam sem que estes desconfiassem," dizendo a Fanny que, se a disposição de Keats melhorasse, Severn esperava que a recuperação fosse rápida. esta ilusão foi mantida e as piores notícias eram escondidas de Fanny. A 17 de Fevereiro, John Taylor, um dos membros do círculo social de Keats, recebeu uma carta de Severn onde este descrevia em detalhe o sofrimento de Keats: "o médico disse que ele nunca devia ter saído de Inglaterra, por até na altura em que o fez, já não havia cura. A viagem diminuiu a vida dele e aumentou-lhe a dor." Severn tinha tentado reconfortá-lo com pensamentos sobre a primavera. Era a estação do ano que Keats mais adorava, mas não a iria ver novamente. Chorava amarguradamente. "Tinha sempre uma cornalina oval branca na mão, um presente do seu amor viúvo, e, às vezes, esta parecia ser o seu único consolo, a única coisa que lhe restava neste mundo que era claramente tangível." Fanny escreveu a Frances Keats a 26 de Fevereiro: "Tudo o que faço é convencer-me de que nunca mais o voltarei a ver." "Na noite de Domingo, dia 17 de Março, a notícia chegou a Wentworth Place. Na Sexta-Feira, dia 23 de Fevereiro, pouco antes da meia-noite, Keats tinha morrido nos braços de Severn."

### Os Anos Seguintes (1821-1865)

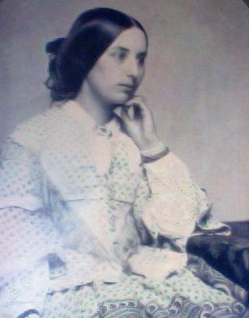
Fanny na década de 1850.

Fanny Brawne cortou o cabelo, passou a andar sempre de preto e nunca tirou o anel que Keats lhe tinha dado. "Uma carta de Severn para Taylor chegou a Hampstaead cerca do dia 16 de Abril e Fanny soube como as autoridades de saúde italianas tinham queimado toda a mobília do quarto de Keats, rasparam as paredes e fizeram novas janelas e portas e colocaram um chão novo. Leu sobre o período depois da sua morte e sobre o funeral que aconteceu perto do monumento de Cestio Galo e como o doutor Clark tinha pedido aos homens que plantassem margaridas na sepultura, dizendo que Keats teria gostado que o fizessem. Escondida da família, Fanny copiou o testemunho dos seus últimos dias. Não ficou com ele porque a irmã dele poderia querer lê-lo, mas não o conseguiu ler novamente." Fanny sentia que a única pessoa com quem podia partilhar o seu sofrimento era Frances Keats. e as duas trocaram correspondência durante muito tempo. No outono de 1821, Fanny visitou os irmãos mais novos de Keats, que estavam aos cuidados dos Abbeys, em Walthamstow, e as duas gostaram muito da companhia uma da outra. A sua comunicação constante permitiu-lhes criar uma forte amizade. Com o passar do tempo, Fanny partilhou "com a irmã de Keats um pouco da companhia literária que tinha em tempos conhecido com ele."
Dois anos depois da morte de Keats, Fanny começou a aprender italiano e a traduzir contos de alemão, acabando por publicá-los em várias revistas. Frances Keats, tendo atingido a maioridade nesta altura, deixou os Abbeys e foi viver com os Brawnes onde foi muito bem recebida.
Fanny deixou o luto em 1827, seis anos depois da morte de Keats. Voltou a aparecer em sociedade e a usar roupas com cores vivas novamente. Este período pós-luto foi curto: o seu irmão mais novo, Samuel, na altura com vinte e três anos de idade, tinha começado a mostrar os primeiros sintomas de convulsão. Samuel foi ficando cada vez mais doente e morreu no dia 28 de março de 1828. A mãe de Fanny, que nunca recuperou completamente da morte de Samuel, escreveu o seu testamento em Outubro de 1829. A 23 de Novembro desse ano, morreu alguns dias depois de o seu vestido pegou fogo, ardendo em chamas, quando ela guiava um convidado no jardim à luz das velas.
Por volta de 1833, os Brawnes foram viver com parentes seus (os Bakers) em Boulogne. Foi lá que Fanny conheceu Louis Lindon e, no dia 15 de Junho de 1833, mais de doze anos depois da morte de Keats, casou-se com ele. A 26 de Julho de 1834, nasceu Edmund, o primeiro filho de Fanny, e, a 22 de Maio de 1838, nasceu Herbert, o seu segundo filho. A 10 de Agosto de 1844, nasceu a sua única filha, Margaret, em Heidelberg, para onde a família se tinha mudado. Foi lá que Fanny conheceu Thomas Medwin, um primo e biógrafo de Percy Bysshe Shelley e autor de uma biografia polémica sobre Lord Byron. Fanny trabalhou com ele para corrigir a impressão, dada por Mary Shelley no seu "Essays, Letters from Abroad, Translations and Fragments", de que Keats tinha ficado louco nos seus últimos dias de vida. Fanny mostrou cartas a Medwin que provavam o contrário e ele usou-as no seu livro "Life of Shelley" de 1847, onde publicou citações das cartas de Keats e de Joseph Severn.
Em 1859, depois de passar muitos anos no estrangeiro, os Lindons (como se tinham começado a chamar), regressaram a Inglaterra. As dificuldades financeiras pelas quais Fanny passou nos seus últimos anos de vida, levaram-na a vender o retrato em miniatura que tinha recebido de Keats a Chales Dilke. No outono de 1865, Fanny contou aos seus filhos a sua história com Keats e entregou-lhes as recordações que tinha guardado deste romance, incluindo as cartas que Keats lhe tinha escrito que, segundo ela, "um dia vão valer muito".
A 4 de dezembro de 1865, Fanny Brawne morreu. Foi enterrada no dia seguinte no Cemitério de Brompton.

## Cultura popular
Fanny Brawne foi interpretada pela actriz Abbie Cornish no filme de 2009 "Bright Star".